# Họ Thuốc giun
Họ Thuốc giun hay họ Hàng vân (danh pháp khoa học: Hanguanaceae) là một họ thực vật có hoa. Họ này chỉ được một ít các nhà phân loại học công nhận.
Hệ thống APG II năm 2003 công nhận họ này và đặt nó trong bộ Commelinales của nhánh commelinids trong thực vật một lá mầm. Đây là sự thay đổi nhỏ so với hệ thống APG năm 1998, trong đó người ta để họ này ngoài các bộ, nhưng vẫn trong cùng một nhánh (mặc dù có tên gọi khi đó là commelinoids). Họ này chỉ chứa khoảng 2-6 loài thực vật nhiệt đới sống lâu năm tại Sri Lanka, Đông Nam Á và Australia trong 1 chi có danh pháp Hanguana (đồng nghĩa: Susum).

## Phát sinh chủng loài
Cây phát sinh chủng loài dưới đây lấy theo APG III.
{
|  | Commelinaceae |
|  |               |
|  | Hanguanaceae  |
|  |               |

|  | Philydraceae                                                     |
|  |                                                                  |
|  | \| \| Haemodoraceae \| \| \| \| \| \| Pontederiaceae \| \| \| \| |
|  |                                                                  |
|  | Haemodoraceae                                                    |
|  |                                                                  |
|  | Pontederiaceae                                                   |
|  |                                                                  |

|  | Haemodoraceae  |
|  |                |
|  | Pontederiaceae |
|  |                |

|  | Commelinaceae |
|  |               |
|  | Hanguanaceae  |
|  |               |

|  | Philydraceae                                                     |
|  |                                                                  |
|  | \| \| Haemodoraceae \| \| \| \| \| \| Pontederiaceae \| \| \| \| |
|  |                                                                  |
|  | Haemodoraceae                                                    |
|  |                                                                  |
|  | Pontederiaceae                                                   |
|  |                                                                  |

|  | Haemodoraceae  |
|  |                |
|  | Pontederiaceae |
|  |                |